# 虞龢
虞龢（?—?），南朝會稽餘姚（今浙江餘姚）人，
生卒年不詳。家貧，少好學。泰始三年（467年）奉詔與前將軍巢尚之，司徒參軍事徐希秀、淮南太守孫奉伯等編次二王法書。官至中书郎、廷尉。著有《论书表》是中国南北朝书法美学史的佳作。唐人窦蒙《述书赋注》云：“论古今妙迹，正行草楷，纸色标轴，真伪数卷，无不毕备。”